# Тульве, Хелена
Хелена Тульве (Helena Tulve; род. 28 апреля 1972, Тарту) — эстонский композитор; единственная ученица Эркки-Свена Тюйра. В 1994 году Тульве окончила Парижскую высшую национальную консерваторию музыки и танца, получив при выпуске награду «Премиум».

## Биография
Хелена Тульве родилась 28 апреля 1972 в эстонском городе Тарту. Она начала изучать музыкальную композицию в Таллиннской средней музыкальной школе имени Ало Пылдмяэ. В 1989 году она поступила в Эстонскую академию музыки, где проходила обучение под руководством Эркки-Свена Тюйра; Тульве по сей день остаётся единственным учеником композитора. Хелена успешно завершила обучение в Академии в 1992 году, после чего поступила в Парижскую высшую национальную консерваторию музыки и танца — в класс композиции органиста Жака Шарпантье (Jacques Charpentier). В 1994 году Тульве окончила данное учебное заведение, получив при выпуске награду «Премиум».
В период между 1993 и 1996 годами Хелена Тульве изучала григорианское пение; кроме того она также посещала летние курсы венгерского и австрийского композитора Дьёрдье Лигети, а также — итальянского композитора Марко Строппа.
Хелена Тульве принадлежит к молодому поколению эстонских композиторов, которые, в отличие от нео-классицистической традиции «ритмической центрированности» (rhythm-centeredness), создают музыку, которая фокусируется на самом звуке и звучности (sonority). Критики считают, что её работы дают явное представление о богатстве и разнообразии её культурного опыта: французской школе спектральной музыки, экспериментальности IRCAM, влиянии работ Кайи Саариахо и Джачинто Шельси. Кроме того отмечается присутствие в её произведениях «отголосков» григорианских песнопений и восточной музыки в целом. Её подход к сочинению музыки называют «текучим» (fluid), более связанным с самим процессом как таковым — противопоставляя его более «архитектурному» варианту.